# Cléré-du-Bois
Cléré-du-Bois é uma comuna francesa na região administrativa do Centro, no departamento Indre. Estende-se por uma área de 37,25 km². Em 2010 a comuna tinha 246 habitantes (densidade: 6,6 hab./km²).